# Гюстров (район)

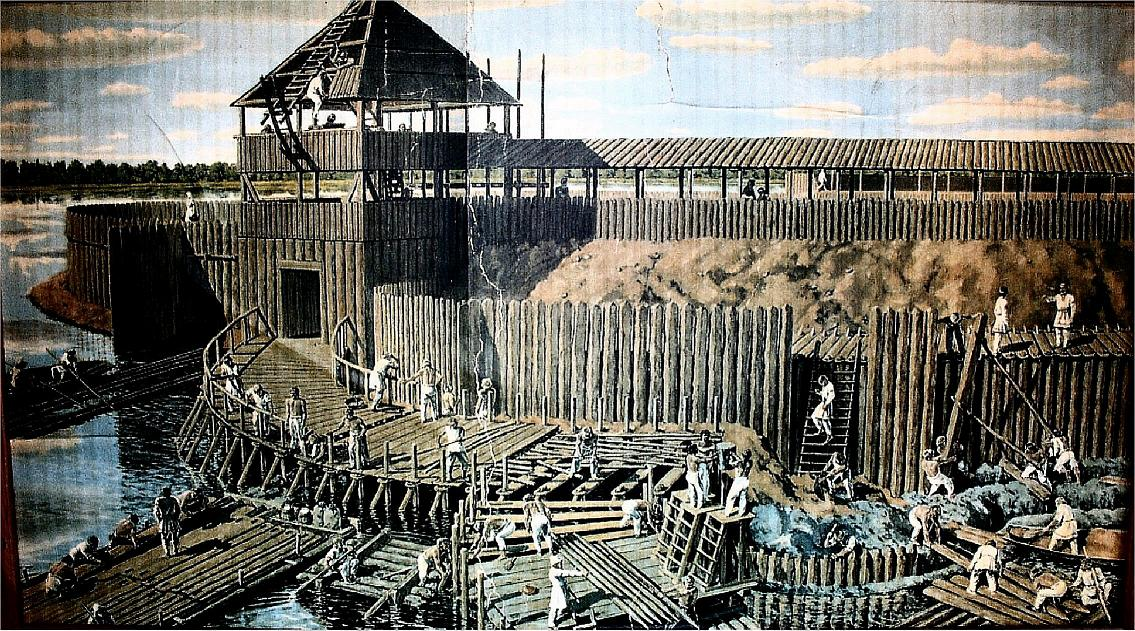
Славенбург Берен-Любхин близ Берен-Любхина

Гю́стров (нем. Güstrow) — бывший район в Германии, в составе земли Мекленбург-Передняя Померания. Центром был город Гюстров.
В 2011 году был объединён с районом Бад-Доберан в район Росток.
Занимал площадь 2058 км². Население — 105 193 чел. Плотность населения — 51 человек/км².
Официальный код района — 13 0 53.
Район подразделялся на 62 общины.

## Города и общины
1. Гюстров (31 203)
2. Тетеров (9 498)

### Управления

#### Управление Бютцов-Ланд
1. Баумгартен (973)
2. Бернитт (1 832)
3. Бютцов (7 953)
4. Дрец (228)
5. Юргенсхаген (1 202)
6. Клайн-Белиц (925)
7. Пенцин (143)
8. Рюн (683)
9. Штайнхаген (872)
10. Тарнов (1 282)
11. Варнов (1 072)
12. Цепелин (503)

#### УправлениеГнойен
1. Альткален (932)
2. Берен-Любхин (662)
3. Боддин (384)
4. Финкенталь (328)
5. Гнойен (3 201)
6. Любург (265)
7. Валькендорф (510)
8. Васдов (427)

#### Управление Гюстров-Ланд
1. Глазевиц (455)
2. Грос-Швизов (339)
3. Гюльцов-Прюцен (1 762)
4. Гутов (1 092)
5. Клайн-Упаль (287)
6. Кус (360)
7. Ломен (810)
8. Люссов (963)
9. Мисторф (678)
10. Мюль-Розин (1 127)
11. Плац (858)
12. Раймерсхаген (498)
13. Зармсторф (527)
14. Цена (710)

#### УправлениеКраков-ам-Зее
1. Доббин-Линстов (595)
2. Хоппенраде (828)
3. Краков-ам-Зе (3 565)
4. Кухельмис (948)
5. Лалендорф (3 474)
6. Лангхаген (692)

#### УправлениеЛаге
1. Дикхоф (996)
2. Дольген-ам-Зе (760)
3. Хоэн-Шпренц (512)
4. Лаге (5 065)
5. Вардов (1 469)

#### Управление Мекленбургише-Швайц
1. Альт-Зюрков (472)
2. Дамен (586)
3. Далькендорф (312)
4. Грос-Роге (743)
5. Грос-Вокерн (1 167)
6. Грос-Вюстенфельде (1 009)
7. Хоэн-Демцин (476)
8. Йорденсторф (1 081)
9. Лелькендорф (538)
10. Преббереде (832)
11. Шорссов (573)
12. Швасдорф (741)
13. Зуков-Левитцов (518)
14. Тюрков (455)
15. Варнкенхаген (387)